# ميتشيل أيريس
ميتشيل أيريس (بالإنجليزية: Mitchell Ayres)‏ هو كاتب أغاني أمريكي، ولد في 24 ديسمبر 1909 في ميلواكي في الولايات المتحدة، وتوفي في 5 سبتمبر 1969 في وينشستر في الولايات المتحدة.

## وصلات خارجية
- ميتشيل أيريس على موقع IMDb (الإنجليزية)
- ميتشيل أيريس على موقع ميوزك برينز (الإنجليزية)
- ميتشيل أيريس على موقع أول ميوزيك (الإنجليزية)
- ميتشيل أيريس على موقع أول ميوزيك (الإنجليزية)
- ميتشيل أيريس على موقع ديسكوغز (الإنجليزية)
- ميتشيل أيريس على موقع قاعدة بيانات الفيلم (الإنجليزية)